# Danti (rapper)
Danti, pseudonimo di Daniele Lazzarin (Desio, 20 settembre 1981), è un rapper e cantautore italiano.

## Biografia
Daniele Lazzarin fa parte del duo Two Fingerz insieme a Roofio, pseudonimo di Riccardo Garifo.

### Carriera
Danti ha collaborato con una molteplicità di artisti nei suoi 10 anni di carriera. Il rapper è intervenuto nei dischi e mixtape dei principali esponenti della scena rap italiana tra cui Dargen D'Amico, Fedez, Fabri Fibra, Mondo Marcio, Grido, J-Ax, Shade, Rayden e Vacca. L'artista ha inoltre collaborato con Max Pezzali alla realizzazione del pezzo 6/1/sfigato 2012 contenuto nella riedizione dell'album Hanno ucciso l'Uomo Ragno e ha anche scritto per Syria il brano Fuori dal tempo per l'ultimo album della cantante.
Nel corso del 2014, ha collaborato alla creazione del brano La fine del mondo, singolo che anticipava l'ultimo disco di Gabry Ponte.
Nel marzo 2017 ha inizio il progetto solista Danti, che riguarda l'uscita di 8 brani (con videoclip) ogni 3 settimane all'interno dei quali vi sono featuring con artisti quali: la youtuber Giulia Penna, il rapper Giaime, il cantante blues Jack Jaselli, i due rapper Tormento e Caneda e il cantautore Giuliano Palma.
Le sue ultime collaborazioni sono come autore dei brani Andiamo a comandare, Tutto molto interessante e Volare (tre dischi di platino), insieme a Gianni Morandi, di Fabio Rovazzi, Che ne sanno i 2000 e Tu sei insieme al dj Gabry Ponte, Senza pagare, Cuore Nerd e Sconosciuti da una vita di J-Ax e Fedez, brani del loro ultimo album Comunisti col Rolex (tre dischi di platino).
Nel 2018 continua la sua carriera d'autore, scrivendo alcuni testi delle canzoni presenti nell'ultimo album di Annalisa Bye Bye e in quello di Benji e Fede Siamo solo Noise. Nel mese di maggio 2018, l'artista ha collaborato nel brano Italiana di Fedez e J-Ax, per poi pubblicare il suo singolo solista dal titolo Troppo commerciale, realizzato con la produzione di Michele Iorfida Canova.